# Secuieni, Harghita
Secuieni là một xã thuộc hạt Harghita, România. Dân số thời điểm năm 2002 là 2660 người.